# Холл, Арсенио
Арсенио Холл (англ. Arsenio Hall; род. 1956) — американский актёр кино и телевидения, комик, телеведущий собственного шоу «Шоу Арсенио Холла» (с 1989 по 1994 год, возобновило вещание в сентябре 2013 года).

## Биография
Родился 12 февраля 1956 года в Кливленде, Огайо, в семье баптистского священника.
Учился в университете Огайо и Кентском государственном университете. Наиболее известные фильмы с его участием — «Поездка в Америку» и «Ночи Гарлема», а также сериал «Китайский городовой». Играл роль участника телешоу, которое смотрели Ода Мэй Браун с сестрами в фильме «Привидение».

### Работа на радио и телевидении
В 1986 г. телесеть Fox запустила Поздней звёздной ночью с Джоан Риверз, намереваясь бороться с Сегодня вечером с Джонни Карсоном. После успешного начала, в дальнейшем рейтинги программы начали проседать. На следующий год Риверз покинула программу из-за конфликта с руководством сети, а программа была переименована в Поздней ночью и до своего закрытия в 1988 г. имела нескольких ведущих. Осенью. 1987 г. Арсенио Холл был также выбран ведущим, в дальнейшем его популярность и наличие многочисленных поклонников привели к появлению собственного шоу.
Со 2 января 1989 г. до 27 мая 1994 г. Арсенио Холл по контракту с Paramount вёл общенациональноe синдицированное ночное развлекательное Шоу Арсенио Холла. Программа оказалась прорывом в данном сегменте, имея высокие рейтинги среди молодой аудитории.
В начале 1990-х принял участие в социальной рекламе, направленной на борьбу с предрассудками в отношении больных ВИЧ/СПИД.
С 1988 по 1991 гг. являлся ведущим MTV Video Music Awards. В дальнейшем был гостем на различных ток-шоу, ситкомах (Арсенио (1997) и Китайский городовой (1998—2000)), занимался озвучкой, вёл церемонии или телепрограммы.
9 сентября 2013 г. «Шоу Арсенио Холла» снова вышло в эфир на радио (Tribune Broadcasting) и телесетях (CBS Television Distribution). После одного сезона программа была закрыта из-за низких рейтингов, её последний выпуск состоялся 30 мая 2014 г..